# ارنست ال الیل
ارنست ال الیل (انگلیسی: Ernest L. Eliel; ۲۸ دسامبر ۱۹۲۱ – ۱۸ سپتامبر ۲۰۰۸) شیمی‌دان، و استاد دانشگاه اهل ایالات متحده آمریکا بود.
وی همچنین برندهٔ جوایزی همچون نشان پریستلی و کمک‌هزینه گوگنهایم شده‌است.